# Peter Keglevic
 (juin 2025).
Si vous disposez d'ouvrages ou d'articles de référence ou si vous connaissez des sites web de qualité traitant du thème abordé ici, merci de compléter l'article en donnant les références utiles à sa vérifiabilité et en les liant à la section « Notes et références ».
Peter Keglevic, né en 1950 à Salzbourg, est un réalisateur autrichien. Il a aussi écrit des nouvelles, des pièces de théâtre et des scénarios de films.

## Biographie
Après avoir terminé ses études, Peter Keglevic a travaillé comme libraire pendant quatre ans. En 1968, il commence sa carrière d'écrivain (nouvelles, pièces de théâtre, scénarios) et fait ses premières expériences de metteur en scène (pièces de théâtre et pièces radiophoniques). Il étudie ensuite la mise en scène au Mozarteum de Salzbourg. Il a été engagé par le Schauspielhaus Bochum en 1974 pour le rôle de George Harrison. Il travaille comme réalisateur et scénariste de cinéma depuis 1976. Son adaptation télévisée de l'enlèvement de l'industriel allemand Richard Oetker sous le titre Der Tanz mit dem Teufel avec Sebastian Koch dans le rôle de Richard Oetker et Christoph Waltz dans le rôle du kidnappeur Cilov a reçu plusieurs prix.

## Filmographie partielle

### Télévision
- 1979 : Zuhaus unter Fremden
- 1981 : Tatort, série télévisée, épisode 122 Beweisaufnahme
- 1981 : Die Jahre vergehen (de)
- 1982 : Tatort, série télévisée, épisode 137 Sterben und sterben lassen
- 1988 : Ein ungleiches Paar (de)
- 1989 : Das Milliardenspiel, mini-série télévisée de deux épisodes
- 1990 : Dort oben im Wald bei diesen Leuten
- 1994 : Tag der Abrechnung – Der Amokläufer von Euskirchen (de), documentaire
- 1996 : Die Katze von Kensington (de)
- 1996 : Das Karussell des Todes (de)
- 1996 : 5 Stunden Angst – Geiselnahme im Kindergarten
- 1996 : Der Blinde (de)
- 1996 : Le Destin tragique de Roy Black (de)
- 1997 : Vickys Alptraum
- 1998 : La Call-girl (Das Callgirl)
- 2001 : Der Tanz mit dem Teufel
- 2003 : Betty – Schön wie der Tod
- 2003 : Zwei Tage Hoffnung
- 2005 : Unsolved, série télévisée, épisodes 2.7 Der Duft der Angst et 2.10 Verlorene Jahren
- 2005 : Das Duo (de), série télévisée, épisode 8 Blutiges Geld (de)
- 2006 : Blackout – Die Erinnerung ist tödlich (de), mini série télévisée, épisodes 1-4
- 2006 : Stolberg série télévisée, épisodes 1.3 Kreuzbube et 1.4 Du bist nicht allein
- 2006 : Tarragone, du paradis à l'enfer (de), téléfilm en deux épisodes
- 2008 : Das Geheimnis im Wald (de)
- 2010 : Eisfieber (de)
- 2010 : Kongo (de)
- 2011 : Le Chinois
- 2012 : Das Duo, série télévisée, épisode 23 Der tote Mann und das Meer (de)
- 2014 : Die Fremde und das Dorf (de)
- 2016 : Ein Geheimnis im Dorf – Schwester und Bruder (de)
- 2017 : Treibjagd im Dorf (de)
- 2020 : Das Tal der Mörder (de)

### Cinéma
- 1983 : Bella Donna (de)
- 1985 : Der Bulle und das Mädchen (de)
- 1987 : Magic Sticks (de)
- 1990 : Der Skipper
- 1995 : Inferno
- 1999 : Falling Rocks (de)
- 2023 : Am Ende wird alles sichtbar (de)

## Récompenses
- 1997 : Lion d'or (de) dans la catégorie de la meilleure direction pour Le Destin tragique de Roy Black (de) (Du bist nicht allein – Die Roy Black Story)[1]
- 2001: Conférence de Cologne (de) prix du téléfilm de fiction pour Der Tanz mit dem Teufel[1]
- 2002 : Prix Adolf-Grimme  pour Der Tanz mit dem Teufel[1]
- 2002 : Prix de la télévision allemande (de) dans la catégorie du meilleur téléfilm ou mini-série pour Der Tanz mit dem Teufel[1]
- 2002 : Bayerischer Fernsehpreis (de) dans la catégorie du meilleur téléfilm pour Der Tanz mit dem Teufel[1]

## Écrits
- Ich war Hitlers Trauzeuge (Roman), Munich, Knaus, 2017 (ISBN 978-3-8135-0727-0)[2].
- Wolfsegg (Roman), Munich, Penguin, 2019 (ISBN 978-3-328-60098-5)